# Bahnhof Raubach
Der Bahnhof Raubach ist ein Bahnhof an der Bahnstrecke Engers–Au (Holzbachtalbahn) in Raubach in Rheinland-Pfalz.

## Geschichte
Der Bahnhof ging gemeinsam mit dem Streckenabschnitt von Engers am Rhein nach Altenkirchen in Jahre 1884 in Betrieb.
Das Bahnhofshaus befindet sich heute in Privatbesitz und wird gewerblich genutzt.
Eigentlich war nicht geplant, einen eigenen Bahnhof in Raubach zu erreichen, stattdessen sollte für Puderbach und Raubach ein gemeinsamer Bahnhof Namens Holzjes Mühle gebaut werden, diese Planungen wurden jedoch verworfen und stattdessen der Bahnhof Raubach sowie der Bahnhof Puderbach errichtet.
Er war ein Bahnhof der Rangklasse 3.
Das mechanische Stellwerk, welches aus dem Jahr 1926 wurde 1984 außer Betrieb genommen.
2005 hielt erstmals seit 21 wieder ein Personenzug am Bahnhof Raubach, bei welchem es sich um einen Lint-Triebwagen der Vectus Verkehrsgesellschaft handelte, welcher eine Testfahrt durchführte, 2006 hielt erneut ein Personenzug in Raubach, bei welchem es sich um einen von der IG Westerwald Querbahn e. v. gecharterten Schienenbus der DB-Baureihe VT 98 handelte, welcher eine Sonderfahrt durchführte.

## Funktion
Der Bahnhof diente vorrangig dem Personenverkehr.
Es befand sich ein Wartezimmer im Bahnhof, ein Fahrkartenschalter mit Reisegepäckabfertigung- und Versand, ein mechanisches Stellwerk sowie Eine Dienstwohnung im Obergeschoss.
Das Bahnhofshaus wurde aus Basaltbruchstein gefertigt und ist bis heute in gutem Zustand erhalten.
Aus Basaltbruchstein wurden dieser Zeit zahlreiche Bahnhofsgebäude erbaut.